# 溪洲寮
溪洲寮，原寫為溪洲藔，是臺灣臺南市鹽水區的一個傳統地域名稱，位於該區東北部。相較於今日行政區，其範圍大致包括汫水里不含西部及東南部、岸內里東北端。

## 歷史
台灣日治初期，溪洲寮地區為一（舊制）街庄，稱為「溪洲藔庄」，隸屬於鹽水港堡。昔日該庄北邊西段及東段隔八掌溪與五間厝庄為界，北邊東段隔一支流與白沙墩庄為界，東邊北側一小段與竹圍後庄為鄰，東邊中南大段及南邊為竹仔腳庄，西邊為岸內庄。
1901年（日治明治三十四年）11月11日，全台廢縣廳改設置二十廳，該庄隸屬於鹽水港廳。1904年（明治三十七年）4月1日，該庄編入「岸內區」，隸屬於鹽水港廳。1906年（明治三十九年）4月1日，該庄改編入鹽水港廳「鹽水港區」。1909年（明治四十二年）10月25日，全台合併二十廳為十二廳，鹽水港區改隸屬於嘉義廳。1920年（大正九年）10月1日，全台地方制度大改正，廢十二廳改設五州二廳，該庄改制並雅化為「溪洲寮」大字，隸屬於臺南州新營郡鹽水街（新制街庄）。
戰後鹽水街改制為鹽水鎮，隸屬於臺南縣，大字亦改制為里。1950年（民國39年）10月25日，雲、嘉、南分治，鹽水鎮仍隸屬於臺南縣。2010年（民國99年）12月25日，因臺南縣市合併為直轄市臺南市，鹽水鎮改制為鹽水區。

## 聚落
本地區發展較早的聚落有頂溪洲藔、下溪洲藔等，在日治期初期的官方地圖上已有記載。